# Verrucobunus similis
Verrucobunus similis is een hooiwagen uit de familie Sclerosomatidae.